# Jane Colden
Jane Colden (Nova York, 27 de març de 1724 – íd., 10 de març de 1766) va ser una botànica nord-americana, descrita per Asa Gray el 1843 com la "primera botànica del seu sexe al seu país". Erudits contemporanis afirmen que va ser la primera dona científica de tot Amèrica.

## Biografia
Colden era originària de Nova York, tot i que va passar la major part de la seva vida a Coldengham, una granja establerta pel seu pare a l'oest de Newburgh. La seva mare, Alice Chrystie Colden, li inculcà l'interès per la jardineria i l'horticultura, i el seu pare, Cadwallader Colden, era un metge format a la Universitat d'Edimburg que es va involucrar en la política i la gestió de Nova York.
Jane Colden va ser educada en la seva pròpia llar, i va trobar a la nodrida biblioteca científica familiar prou material per formar-se, com per exemple els treballs de Carl von Linné, que el seu pare havia traduït del llatí a l'anglès; així, assolí una excel·lent formació i es va fer una experta en l'obra i el sistema taxonòmic linneà.
Entre 1753 a 1758, Jane Colden va catalogar la flora de Nova York, compilant espècimens i informació de més de 300 espècies de plantes de la vall baixa del riu Hudson, classificant-les d'acord amb el sistema de Carl von Linné. Va desenvolupar un mètode per a la presa d'impressions de fulles, i també va esdevenir una experta il·lustradora. Va estudiar les gardènies. A través del seu pare, va mantenir correspondència amb líders naturalistes de l'època, com John Bartram, Johann Friedrich Gronovius, John Fothergill, Alexander Garden, alguns dels quals van valorar la seva obra. Tot i així, com que Linné, entre d'altres, no la va considerar, l'obra de Jane Colden i el seu llegat com una de les primeres dones botàniques han estat ignorats durant anys.
Es va casar amb William Farquhar el 1759. El 1766 va portar al món el seu fill, i va morir pocs mesos més tard.

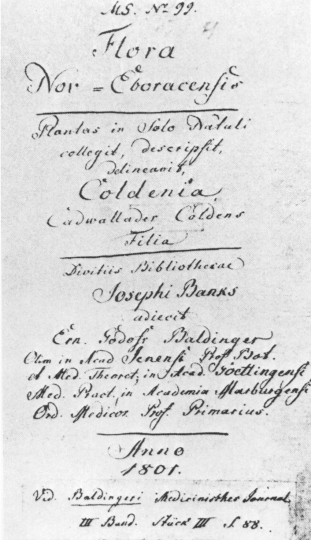
Manuscrit de Colden

El seu manuscrit original, descrivint la flora de Nova York, es conserva al Museu Britànic.

## Algunes publicacions
- 1963. Botanic manuscript. Ed. il·lustrada de Garden Club of Orange & Dutchess Counties, N. York, 205 pàg.

## Premis i reconeixements
Un santuari vegetal en honor seu es va establir a finals de la dècada de 1990 al Knox's Headquarters State Historic Site de New Windsor, a prop d'on va viure i va treballar.

## Eponimia
- (Boraginaceae) Coldenia L.[6] L'abreviació botànica estandarditzada per citar un tàxon descrit per aquest autor és Colden[7]